# Intercontinental Poker Championship
Das Intercontinental Poker Championship, kurz IPC, war ein Pokerturnier, in dem 21 professionelle Pokerspieler aus ebenso vielen Nationen gegeneinander antraten. Es wurde 2006 und 2007 im Palms Casino Resort in Paradise ausgetragen. Die Senderechte in Deutschland lagen bei Sport1.

## Spielmodus
Gespielt wurde die Variante No Limit Texas Hold’em. Die 21 Spieler wurden in drei Gruppen zu je sieben Spielern aufgeteilt. Der Gewinner eines jeden Gruppenspiels stieg in das Halbfinale auf. Die sechs verbliebenen Spieler jeder Gruppe traten erneut gegeneinander an, doch auch hier stieg nur der Sieger auf.
Im Halbfinale traten sechs Spieler gegeneinander an, wobei nur der Beste ins Heads-Up aufstieg. Die restlichen Spieler spielten wiederholt um einen Platz am Finaltisch.
Das erste Turnier gewann der Japaner Yosh Nakano vor Tony G aus Litauen. Nakano gewann damit 350.000 US-Dollar, während für das Erreichen des zweiten Platzes 150.000 US-Dollar vergeben wurden.

## 2006

### Spieler
- David Benyamine (Frankreich)
- Chris Björin (Schweden)
- Humberto Brenes (Costa Rica)
- Doyle Brunson (USA)
- Jimmy Cha (Korea)
- Johnny Chan (China)
- Eli Elezra (Israel)
- Ihsan Farha (Libanon)
- Tony Guoga (Australien)
- Chau Giang (Vietnam)
- Hasan Habib (Pakistan)
- Thor Hansen (Norwegen)
- Carlos Mortensen (Spanien)
- Yosh Nakano (Japan)
- Daniel Negreanu (Kanada)
- Donnacha O’Dea (Irland)
- Ralph Perry (Russland)
- Refugio Quintero (Mexiko)
- Marco Traniello (Italien)
- Dave Ulliott (England)
- Stephen Wolff (Südafrika)

### Ergebnisse
| Match                    | Sieger          | Runner-Up         | Restliche Platzierungen                                                             |
| ------------------------ | --------------- | ----------------- | ----------------------------------------------------------------------------------- |
| Gruppe A                 | Tony Guoga      | Dave Ulliott      | - Donnacha O’Dea - Ralph Perry - Doyle Brunson - Carlos Mortensen - Daniel Negreanu |
| Gruppe B                 | David Benyamine | Refugio Quinteiro | - Humberto Brenes - Johnny Chan - Thor Hansen - Chris Björin - Steve Wolff          |
| Gruppe C                 | Yosh Nakano     | Eli Elezra        | - Ihsan Farha - Jimmy Cha - Chau Giang - Marco Traniello - Hasan Habib              |
| Gruppe A Zweite Chance   | Ralph Perry     | Daniel Negreanu   | - Doyle Brunson - Donnacha O’Dea - Dave Ulliott - Carlos Mortensen                  |
| Gruppe B Zweite Chance   | Steve Wolff     | Humberto Brenes   | - Johnny Chan - Chris Björin - Thor Hansen - Refugio Quinteiro                      |
| Gruppe C Zweite Chance   | Ihsan Farha     | Eli Elezra        | - Hasan Habib - Chau Giang - Jimmy Cha - Marco Traniello                            |
| Halbfinale               | Tony Guoga      | Yosh Nakano       | - Ihsan Farha - Ralph Perry - Steve Wolff - David Benyamine                         |
| Halbfinale Zweite Chance | Yosh Nakano     | Ralph Perry       | - David Benyamine - Ihsan Farha - Steve Wolff                                       |

### Finale
| Match   | Sieger      | Verlierer   |
| ------- | ----------- | ----------- |
| Match 1 | Yosh Nakano | Tony Guoga  |
| Match 2 | Tony Guoga  | Yosh Nakano |
| Match 3 | Yosh Nakano | Tony Guoga  |

## 2007
Für das Jahr 2007 war der IPC zwischen dem 16. und dem 18. Februar angesetzt. Das gute Image des Cups hatte nun noch mehr Teilnehmer angelockt, aus denen 24 ausgewählt wurden. Der Preis stieg auf 750.000 $ für den Sieger und 250.000 $ für den Zweiten. Es wurden sechs Gruppen mit je vier Spielern gebildet. Die Sieger erreichten das Halbfinale, die Zweiten traten um den siebten Halbfinalplatz in einem Extra-Match gegeneinander an. Aus dem Halbfinale stieg in Match 1 der Sieger, in Match 2 der Sieger und auch der Gewinner des dritten Spieles auf. Es gab allerdings nur ein Finale mit drei Spielern.
- Brad Kondracki (Polen)
- Ivo Donev (Österreich)
- Davood Mehrmand (Deutschland)
- Marcel Lüske (Niederlande)
- Chris Bigler (Schweiz)
- Sharam Sheikhan (Iran)
- Anders Henriksson (Schweden)
- Tom McEvoy (USA)
- Theo Jørgensen (Dänemark)
- Andy Black (Irland)
- Teddy Tuil (Israel)
- Mark Vos (Australien)
- Raul Paez (Spanien)
- Ian Frazer (England)
- Tony Chessa (Schottland)
- Luca Pagano (Italien)
- Peter Costa (Zypern)
- Patrik Antonius (Finnland)
- Jewgeni Kafelnikow (Russland)
- Xuyen Pham (Südvietnam)
- Minh Ly (Vietnam)
- Fuat Can (Türkei)
- Hening Granstad (Norwegen)
- John Juanda (Indonesien)

| Match            | Sieger            | Zweiter           | Restliche Platzierungen                                                                       |
| ---------------- | ----------------- | ----------------- | --------------------------------------------------------------------------------------------- |
| Gruppe A         | Davood Mehrmand   | Marcel Lüske      | - Ivo Donev - Brad Kondracki                                                                  |
| Gruppe B         | Anders Henriksson | Sharam Sheikhan   | - Tom McEvoy - Chris Bigler                                                                   |
| Gruppe C         | Theo Jørgensen    | Teddy Tuil        | - Andrew Black - Mark Vos                                                                     |
| Gruppe D         | Ian Frazer        | Tony Chessa       | - Raul Paez - Luca Pagano                                                                     |
| Gruppe E         | Xuyen Pham        | Patrik Antonius   | - Peter Costa - Yefgeni Kafelnikov                                                            |
| Gruppe F         | Fuat Can          | Minh Ly           | - John Juanda - Hening Granstad                                                               |
| Runner-Ups-Match | Minh Ly           | Teddy Tuil        | - Marcel Lüske - Tony Chessa - Patrik Antonius - Mark Vos                                     |
| Halbfinale       | Fuat Can          | Minh Ly           | - Davood Mehrmand - Xuyen Pham - Ian Frazer - Anders Henriksson - Theo Jørgensen (eliminiert) |
| Zweite Chance    | Ian Frazer        | Anders Henriksson | - Xuyen Pham - Minh Ly - Davood Mehrmand (eliminiert)                                         |
| Letzte Chance    | Xuyen Pham        | Minh Ly           | - Anders Henriksson                                                                           |
| Finale           | Ian Frazer        | Xuyen Pham        | - Fuat Can                                                                                    |